# 莫斯科苏维埃
莫斯科市苏维埃（俄语：Московский городской совет），是1917年俄国二月革命后建立的由左翼政党控制的平行市政管理机构。十月革命后，莫斯科市苏维埃在整个苏联时期（1918年—1991年）等同于莫斯科市政府。